# Nebria dahlii
Nebria dahlii – gatunek chrząszcza z rodziny biegaczowatych i podrodziny leszowych. Zamieszkuje góry południowej części Europy.

## Taksonomia
Gatunek ten opisany został po raz pierwszy w 1812 roku przez Caspara Erasmusa Duftschmida pod nazwą Carabus dahlii. Wyróżnia się w jego obrębie cztery podgatunki:
- Nebria dahlii dahlii (Duftschmid, 1812)
- Nebria dahlii littoralis Dejean, 1826
- Nebria dahlii montenegrina Apfelbeck, 1904
- Nebria dahlii velebitica Heyden, 1884

## Morfologia
Chrząszcz o ciele długości od 9 do 14 mm. Z wierzchu ubarwiony jest czarno, zazwyczaj z czerwonawą kropką na ciemieniu i czerwonobrązowo rozjaśnionymi bocznymi krawędziami przedplecza i pokryw. Czułki są czerwonobrązowe z mniej lub bardziej przyciemnionymi członami trzecim i czwartym. Głaszczki mają czerwonobrązowe ubarwienie. Przedplecze ma przednią krawędź niemal tak szeroką jak tylną. Pokrywy nie są ku tyłowi rozszerzone i pozbawione są guzów barkowych, a ich kąty barkowe mają formę płytkich łuków. Przednia krawędź pokryw jest szeroka. Na trzecim międzyrzędzie występują dobrze widoczne grzbietowe punkty szczecinkowe (chetopory dyskalne). Skrzydła tylnej pary są uwstecznione. Odnóża mają kolor czerwonobrązowy z czarnymi udami. Wszystkie stopy mają na wierzchnich stronach długie włoski, najlepiej widoczne na ich parze przedniej. Człony stóp tylnych od drugiego do ostatniego pozbawione są modyfikacji.

## Ekologia i występowanie
Owad górski, rozmieszczony od regli po piętro alpejskie. Najliczniejszy na polach śnieżnych.
Gatunek palearktyczny, europejski, związany z Alpami i górami Półwyspu Bałkańskiego. Podgatunek nominatywny znany jest z Austrii (na północ po Karyntię), Włoch, Słowenii, a wg niektórych źródeł także z Chorwacji oraz Bośni i Hercegowiny. N. d. montenegriana podawana jest z Bośni i Hercegowiny, Czarnogóry i Albanii. N. d. littoralis i N. d. velebitica są endemitami Chorwacji.